# 赵祥娃
赵祥娃（1945年2月—），男，陕西扶风人，中华人民共和国政治人物，曾任新疆维吾尔自治区高级人民法院党组书记、副院长，二级大法官。